# Noshiro, Akita
Noshiro (能代市 Noshiro-shi) là một thành phố thuộc tỉnh Akita, Nhật Bản.